# Parco delle Madonie
Il Parco delle Madonie è un'area naturale protetta prevista nel 1981 (dalla Legge regionale siciliana n.98) e istituito il 9 novembre del 1989; comprende quindici comuni della città metropolitana di Palermo in Sicilia (Caltavuturo, Castelbuono, Castellana Sicula, Cefalù, Collesano, Geraci Siculo, Gratteri, Isnello, Petralia Soprana, Petralia Sottana, Polizzi Generosa, Pollina, San Mauro Castelverde, Scillato e Sclafani Bagni).
Comprende il massiccio montuoso delle Madonie, situato sulla costa settentrionale siciliana, tra il corso dei fiumi Imera e Pollina.
Il parco ospita oltre la metà delle specie vegetali siciliane, e in particolare gran parte di quelle presenti solo in Sicilia (come l'Abies nebrodensis in via di estinzione, nel Vallone Madonna degli Angeli).
Per la fauna sono presenti oltre la metà delle specie di uccelli, tutte le specie di mammiferi e più della metà delle specie di invertebrati siciliane.
Notevoli sono anche le peculiarità geologiche. La geologia delle Madonie è al centro di studi e ricerche avviatisi fin dagli anni sessanta. Proprio per l'interesse geologico del complesso montuoso madonita dal 2003 il Parco delle Madonie è entrato a far parte del network European Geopark a cui aderiscono più di venti parchi geologici e non, europei.
Il sito è stato inserito nella Rete di geoparchi globale dell'UNESCO il 17 novembre 2015, nel corso della 38ª Sessione Plenaria della Conferenza Generale svoltasi a Parigi.

## Organizzazione

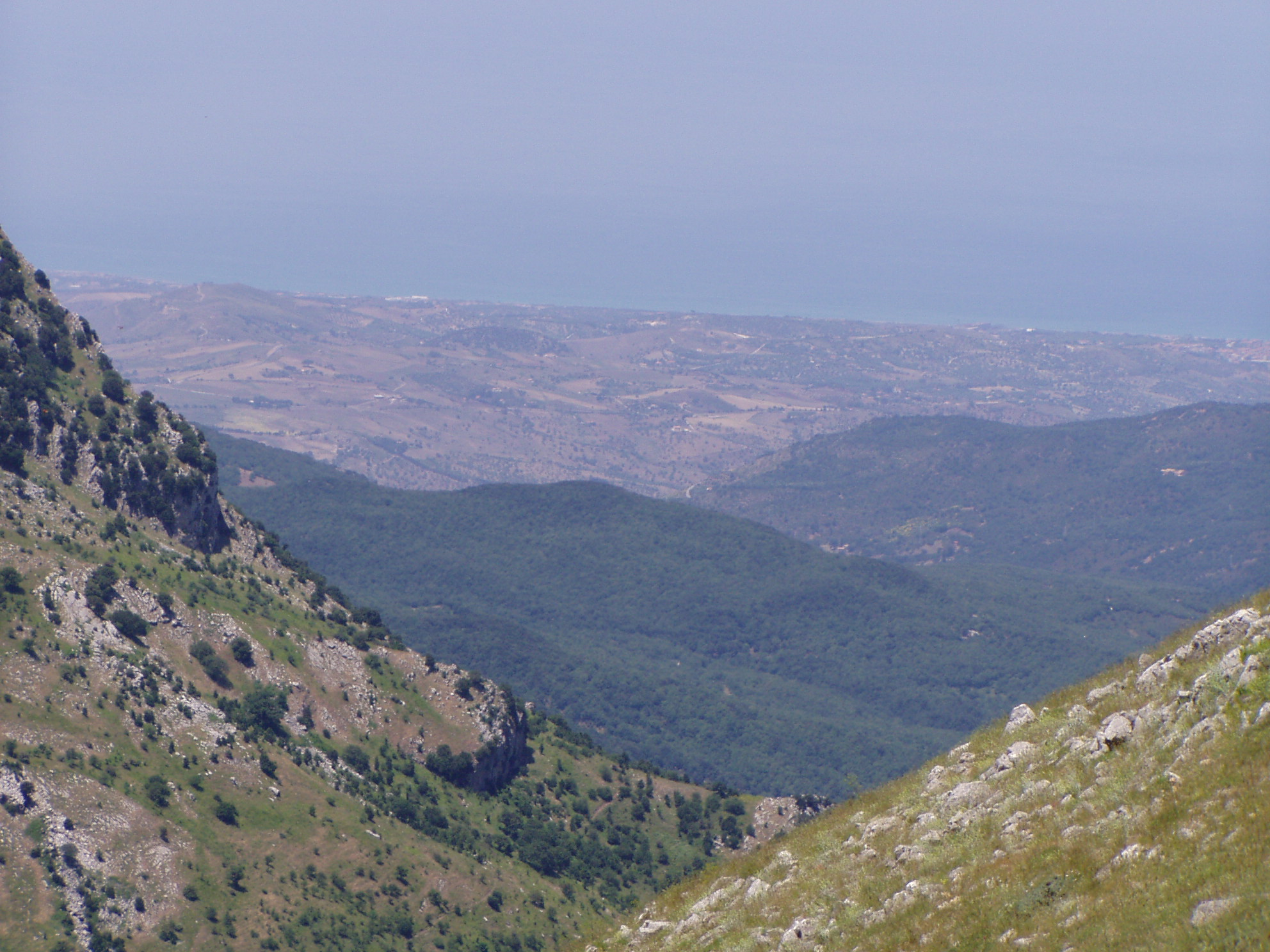
La costa nord vista dal Parco delle Madonie

Il parco è gestito dall'Ente Parco delle Madonie, ente di diritto pubblico, sottoposto a controllo e vigilanza della Regione siciliana, con sede a Petralia Sottana e si estende per 39.941 ettari, suddivisi in quattro zone a tutela differenziata:
- A: Zona di riserva integrale nella quale l'ambiente naturale è conservato nella sua integrità e cioè nella totalità dei suoi attributi naturali, tanto nell'individualità dei popolamenti biologici che nella loro indipendenza. In tali zone s'identificano, di massima, ecosistemi ed ecotoni (o loro parti) di grande interesse naturalistico e paesaggistico, presentanti una relativamente minima antropizzazione. Per tali zone l'Ente Parco delle Madonie ha proceduto gradualmente all'acquisizione delle relative aree;
- B: Zona di riserva generale nella quale è vietato costruire nuove opere edilizie, ampliare le costruzioni esistenti, eseguire opere di trasformazione del territorio. In queste zone possono essere consentite dall'ente gestore del Parco le utilizzazioni agro-silvo-pastorali e le infrastrutture strettamente necessarie quali strade d'accesso, opere di miglioria e di ricostruzione di ambienti naturali. Nelle predette zone s'identificano, di massima, ecosistemi ed ecotoni (o loro parti) d'elevato pregio naturalistico e paesaggistico con maggior grado d'antropizzazione rispetto alla zona A;
- C: Zona di protezione nella quale sono ammesse soltanto costruzioni, trasformazioni edilizie e del terreno rivolte specificatamente alla valorizzazione dei fini istitutivi del Parco quali strutture turistico-ricettive, culturali e aree di parcheggio;
- D: Zona di controllo nella quale sono consentite tutte le attività purché compatibili con le finalità del Parco.

Gli organi dell'ente (Presidente, Consiglio del Parco, Comitato esecutivo, Collegio dei revisore) durano in carica per cinque anni e i membri sono rieleggibili una sola volta.
Il Consiglio del Parco è attualmente composto dai quindici sindaci dei comuni del Parco e dal Presidente della città metropolitana di Palermo, lo presiede il Presidente del Parco mentre il direttore partecipa con voto consultivo. Da quest'organo dipendono le questioni di carattere finanziario e di bilancio, nonché l'adozione di strumenti fondamentali per la vita del Parco, come il piano territoriale di coordinamento o il regolamento che disciplina le attività all'interno dell'area protetta.
Il Comitato tecnico-scientifico, composto da 16 membri ha ruolo di consulenza e di indirizzo e si compone di membri provenienti dalle università e dai rappresentanti delle associazioni ambientaliste (Italia Nostra, WWF, Legambiente, CAI, Lipu, Gruppo ricerca ecologica).
Non è stata ancora formalmente istituita la Comunità del parco, che dovrebbe essere costituita dai rappresentanti delle categorie economiche, sociali e culturali operanti nel territorio.
La vigilanza e la protezione antincendio è assicurata dai distaccamenti del Corpo Forestale Regionale (Ispettorato di Palermo).

## Aspetti geografici
I monti delle Madonie, che sfiorano i duemila metri d'altezza, sono scomposti in un mosaico di blocchi, la cui uniformità fisica è solo apparente. Non sarà difficile a molti riconoscere le sostanziali differenze tra le zone centrali di natura calcarea, con morfologia aspra e dura, e le zone periferiche, di natura argilloso-sabbiosa, caratterizzate da morfologia decisamente più dolce.
Il nucleo centrale si sviluppa perlopiù sopra i 1600 metri di quota, da Pizzo Carbonara (1979 m) a Pizzo Antenna (1977 m) e a Monte Ferro (1906 m). Essi sono separati da un'ampia vallata dal Monte San Salvatore (1912 m) e dal Monte Quacella (1869 m), tipico massiccio dolomitico, e da un'altra vallata dal Pizzo Dipilo (1385 m), caratterizzato da profonde balze e dirupi; il vallone Madonie separa questi monti dal massiccio Monte dei Cervi (1794 m), grande contenitore delle riserve d'acqua delle Madonie.
Fiumi e torrenti solcano in lungo ed in largo questi monti, trasportando l'acqua dalla montagna al mare. L'ampia rete idrografica che interessa le zone periferiche lascia fuori solo le zone centrali dell'altopiano fra Pizzo Carbonara e Pizzo Dipilo dove invece si sviluppa un fitto sistema di circolazione idrica sotterranea, permesso dalle notevoli manifestazioni carsiche.
L'incassamento degli attuali reticoli fluviali sembra essersi prodotto negli ultimi cinquecentomila anni in un'area molto simile a quell'attuale. Il corso d'acqua più occidentale, quello dell'Imera settentrionale (anche denominato Fiume Grande), lungo circa 30 km, si origina in una zona montuosa di quota appena inferiore ai mille metri che rappresenta lo spartiacque fra l'Imera settentrionale e il meridionale, il quale a differenza del primo scorre nelle piane delle Sicilia meridionale.
Il mar Tirreno fa da confine settentrionale, mentre il sistema collinare argilloso interno della Valle di Gangi, di Petralia e Polizzi fa da confine meridionale, meno netto e decisamente più sfumato. In questo complesso maestoso sono posti a quote ed orientamenti diversi i quindici comuni del Parco: Cefalù, Collesano (468 m), Isnello (590 m), Gratteri (657 m), Castelbuono (400 m), Pollina (764 m), San Mauro Castelverde (1050 m), Geraci Siculo (980 m), Petralia Sottana (1039 m), Petralia Soprana (1147 m), Castellana Sicula (765 m), Polizzi Generosa (917 m), Caltavuturo (635 m) e Scillato (377 m).
Dal punto di vista geografico il territorio del Parco può essere suddiviso in tre aree corrispondenti ai grandi bacini orografici: la valle del territorio dell'Imera settentrionale, la valle dell'Imera meridionale e del Salso e la valle del Pollina. Le tre regioni fisiche rispecchiano una corrispondenza con identità storiche e con relazioni intercorrenti col territorio circostante.

## Clima
Diversamente dal resto della Sicilia, gli inverni sono rigidi con temperature in alcuni casi inferiori a -10 °C, ed estati calde ma non afose. Le temperature medie massime annuali delle zone interne, pur variando da un'area all'altra, generalmente si mantengono fra 11 e 12 °C nella media. Fenomeni come la neve e la nebbia piuttosto frequenti. La neve si può trovare anche in estate all'interno di alcune doline chiamate "neviere", sopra i 1800 metri.

### La valle dell'Imera settentrionale
Il primo terziere (la valle dell'Imera Settentrionale) è condizionato storicamente dal ruolo avuto di confine fra il Val Demone e il Val di Mazara. Dal punto di vista colturale è certamente la regione più povera poiché non vi insiste un'agricoltura ricca: è quindi anche poco abitata. Le pendici fluviali sono fortemente degradate ed erose. La recente disponibilità idrica abbondante ha favorito la formazione di consorzi d'irrigazione che provocano rapidamente trasformazioni agrarie in senso moderno. La valle dell'Imera risente fortemente della presenza dell'Autostrada A19.

### La valle dell'Imera meridionale e del Salso
Il secondo terziere, formato dai bacini dell'Imera meridionale e del Salso, si suddivide a sua volta in due sottozone.
La prima raccoglie gli spazi e i sistemi d'attraversamento che, provenendo dall'altopiano gessoso-zolfifero e quindi dalle grandi aree estensive del latifondo, si congiungono in alcuni transiti per dirigersi attorno Polizzi e confermare attraversamenti più antichi e sicuri (poiché protetti dai boschi). Questi, scavalcando a Portella Colla la prima sella delle Madonie, si dirigono, attraverso Munciarrati, verso la valle d'Isnello dalla quale risalgono per poi scendere a mare secondo due direttrici verso Lascari o Cefalù.
La seconda sottozona è un ampio spazio di relazioni intensissime tra centri veri e propri delle Madonie e l'entroterra.
Le aree meridionali sono detentrici di un patrimonio montano proprio, con l'elaborazione autoctona di un limitato repertorio culturale, anche se da lì provengono lo Zoppo di Gangi, Fra Umile e Giacomo Italia.
Sotto questo punto di vista hanno tutte le caratteristiche di spazi di relazione economica mentre elaborano, nei centri arroccati a difesa dei percorsi e non collegati al centro di spazi produttivi, una cultura montana chiusa.

### La valle del Pollina
Il terzo terziere è formato dalla valle del Pollina. I suoi paesi e le attività in essa insediate sono certamente i più rilevanti dal punto di vista dell'interesse storico, poiché la valle racchiude in sé i motivi di relazione e di sviluppo che la contraddistinguono. Ha nel corso storico un ruolo fondamentale di produttore d'energia, d'approvvigionamento idrico, di favorevole spazio di transito, anche troppo esteso al suo interno e per questo protetto rispetto al mare da una serra montuosa alta ed accessibile in due punti assai stretti.
Cultura materiale, prodotti e relazioni sociali, produzione figurativa ed immateriale, orale e scritta, entrano in stretta relazione con questi fatti e s'esprimono col prevalere di cicli produttivi e con l'emergere di fatti fisici.

## Aspetti geologici
La posizione degli attuali massicci rocciosi delle Madonie rappresenta il risultato dei mutamenti avvenuti in un arco di tempo di 40-50 milioni di anni. Secondo calcoli recenti la velocità media di sollevamento del settore nord-orientale della Sicilia nell'ultimo milione di anni varierebbe tra uno ed otto centimetri per cento anni (nelle Madonie tra cinque e sei centimetri). I movimenti tettonici più importanti e gli intensi fenomeni d'erosione e trasporto di materiali provenienti da versanti e scarpate avrebbero avuto fine circa 500 000 anni fa.
Si può dire che le Madonie sono separate in due unità geologiche: una di esse è rappresentata dal massiccio del Carbonara, di natura calcarea e dolomitica, mentre l'altro è il Monte Cervi, anch'esso di natura calcarea e dolomitica. Le due unità sono separate da una grande vallata e si ricongiungono a Portella Colla, dove s'osserva un importante contatto tettonico fra esse.
Nelle Madonie sono molto rappresentati i fossili, consentendo di fare ipotesi sull'originario ambiente dei luoghi. Sono stati in tal modo ricostruiti i paesaggi oceanici con grandi barriere coralline dell'era secondaria, poi coperti nel Terziario durante l'avvicinamento tra Africa ed Europa, da sedimenti di varia natura. Ad esempio a Cozzo Rosolocollo si rivengono foraminiferi (le fusuline), molluschi bivalvi, ed ancora poriferi (spugne) ed alghe d'età approssimativamente risalente ai 250 milioni di anni.
Le rocce in cui si trovano sono fra le più antiche rocce sedimentarie conosciute in Sicilia, insieme a quelle rinvenute presso Lercara Friddi e Palazzo Adriano. Ancora nella strada di Portella Colla s'incontrano argille calcaree verdastre o giallastre e calcari grigio bluastri il cui contenuto è costituito da molluschi bivalvi e gasteropodi mani cementate insieme a formare le cosiddette lumachelle. Sopra le rocce della Mufara si trovano banchi rocciosi di natura dolomitica il cui contenuto in fossili, tipici d'ambienti di scogliera, consente di datare la formazione a 200-150 milioni di anni fa. Le rocce dolomitizzate si trovano oltre che a Monte Quacella (le Alpi siciliane, come le soprannominava l'insigne botanico Lojacono Pojero), anche nella parete di Cozzo Dipilo (sopra Isnello), ove peraltro si aprono diverse grotte, interessanti anche dal punto di vista archeologico per i reperti databili al paleolitico superiore. Nello splendido paesaggio di Piano Battaglia le grigie rocce carbonatiche includono fossili testimonianti sedimenti d'età diverse: trattasi di una scogliera d'epoca giurassica (150 milioni di anni) costruita da organismi quali coralli ed altri celenterati incrostanti; nello strato inferiore si possono osservare invece le spugne e i coralli d'età triassica.
Il carsismo è un fenomeno ben rappresentato nelle Madonie; i processi carsici hanno originato uno dei paesaggi più caratteristici di queste montagne. Le manifestazioni superficiali sono rappresentate da doline, valli morte, inghiottitoi, quelle sotterranee da grotte, pozzi e veri e propri abissi. Quelle superficiali rappresentano l'aspetto più evidente della morfologia carsica delle Madonie, in modo particolare nel Carbonara, ove i processi carsici pare abbiano avuto inizio circa due milioni d'anni fa, nel quaternario, sviluppandosi in modo particolare nelle fasi glaciali. Tali processi sono tuttora attivi, sia per le caratteristiche climatiche determinate dall'elevata piovosità (più del doppio della media regionale), sia dalla persistenza del manto nevoso alle quote più elevate, che consente una corrosione prolungata. Si conoscono almeno quattrocento doline, la maggior parte delle quali è ubicata al disopra dei 1600 metri di quota.
Un'altra forma di carsismo particolarmente interessante è quella di Piano Battaglia e della Battaglietta, peraltro una delle più conosciute della Sicilia. Le due depressioni, dotate d'inghiottitoi sul fondo, rappresentano il più esteso e suggestivo paesaggio carsico del complesso della Carbonara che, con le innumerevoli doline, valli cieche ed inghiottitoi, costituisce un'area di studio, dal punto di vista scientifico, tra le più importanti d'Italia. Il carsismo ipogeo è rappresentato da grotte a sviluppo orizzontale e da abissi e pozzi a sviluppo verticale, corrispondenti i primi a processi verificatisi durante fasi di lento sollevamento della regione, i secondi a processi verificatisi in coincidenza di fasi di rapido sollevamento. Le cavità si trovano perlopiù nel massiccio di Pizzo Dipilo, Monte Balatelli, Monte Ferro e Cozzo Carcarello. Nei pressi d'Isnello sono le formazioni più spettacolari, come l'Abisso del Vento, la Grotta delle Zanzare e la Grotta della Paglia.

## Flora

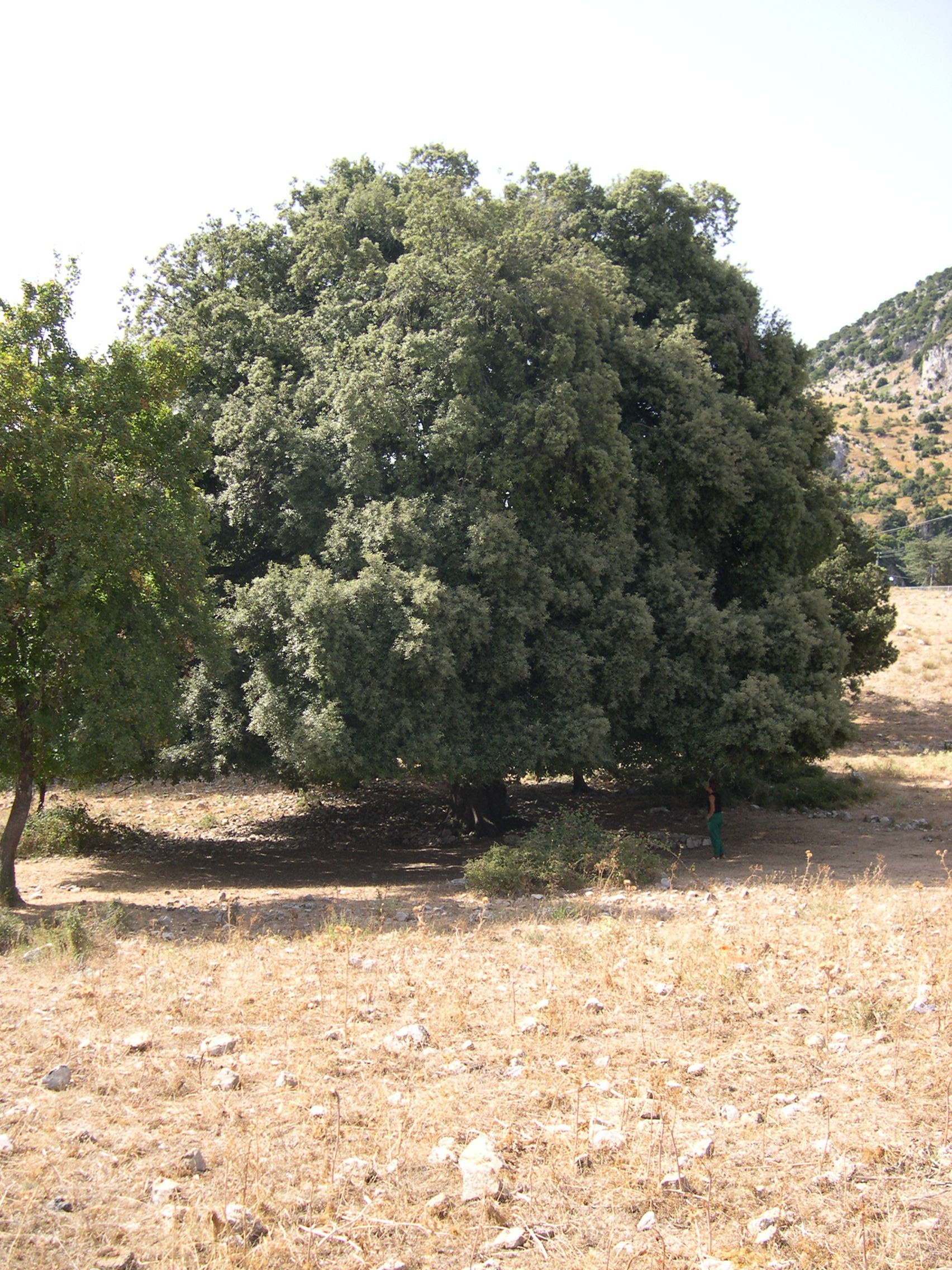
Esemplare di leccio a Piano Zucchi

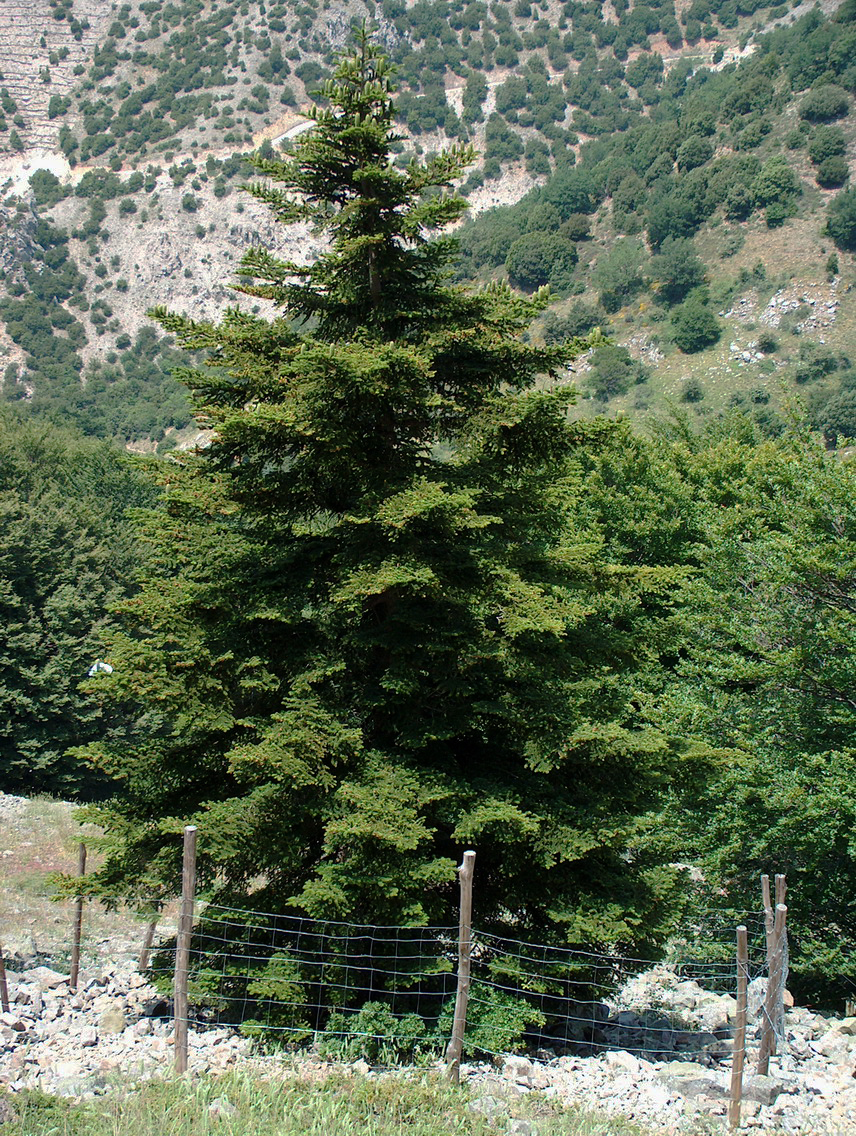
Esemplare di abete dei Nebrodi nel Vallone Madonna degli Angeli

Le aree più naturali delle Madonie restano quelle montane, gran parte delle quali coperte da boschi, garighe montane ad Euphorbia myrsinites, cespuglieti e pascoli ricchi di piante erbacee ed arbustive.
Diverse sono le specie di piante endemiche, cioè esclusive delle sole Madonie o della Sicilia.
Il caso certamente più noto d'endemismo madonita è quello dell'abete dei Nebrodi (Abies nebrodensis) che deve il nome al fatto che anticamente per Nebrodi s'intendevano le Madonie; per lo stesso motivo molte specie di piante ed animali descritti di questo complesso montuoso portano il nome nebrodensis, che oggi può condurre ad equivoci. Ne sono stati censiti ormai meno di una trentina di esemplari, concentrati nel Vallone Madonna degli Angeli ad una quota compresa fra i 1400 e i 1650 metri. In tempi recenti, in seguito a un progetto accurato di conservazione in situ, ha ricominciato a produrre strobili con semi fertili, e ciò fa ben sperare per la sua conservazione a lungo termine. Ricerche accurate sono svolte dall'Università degli studi di Palermo per accertare se vi sia il pericolo di ibridazione con gli esemplari di abete bianco o di abete di Cefalonia piantati, in seguito a progetti di rimboschimento, nelle zone limitrofe all'areale dell'Abies nebrodensis.
Un'altra specie endemica di notevole interesse è l'astragalo dei Nebrodi (anch'esso esclusivo delle sole Madonie), una pianta arbustiva a forma di cuscinetto spinoso, molto simile all'astragalo dell'Etna e vegetante sopra i 1200 metri di quota.
Ricordiamo ancora la ginestra di Cupani, una piccola ginestra con caratteristiche simili all'astragalo (cespuglio a forma di cuscinetto spinoso), particolarmente diffuso a Monte Catarineci; il lino delle fate siciliane, esclusivo della Quacella, l'alisso dei Nebrodi, l'aglio dei Nebrodi e la viola dei Nebrodi.
Piante di particolare significato bio-geografico sono ancora il lino di montagna, presente, oltre che sulle Madonie (Quacella), anche nei Balcani ed in alcune zone montane del Nord Africa, la stregonia siciliana, probabilmente isolatasi nel quaternario ed evolutasi a partire dalla stregonia della Siria, ed infine l'elegantissima e rara felce regale, legata a sorgenti ed ambienti torbosi dentro boschi o ai margini di essi.
La fascia compresa fra 400 e 1000 metri di quota è caratterizzata da una vegetazione di clima mediterraneo temperato (lecceto), in cui sono ben rappresentate specie come l'erica arborea, lo sparzio spinoso, le ginestre, i cisti ed il corbezzolo. Una discreta superficie delle Madonie è coperta da boschi sempreverdi e caducifogli, formazioni in parte tipicamente mediterranee ed in parte tipiche delle centroeuropee. Le specie più diffuse sono il leccio, la roverella, la sughera, l'agrifoglio, il rovere ed il faggio.
Degna di nota anche la presenza di olmo montano (Ulmus glabra), presente nel Parco in due stazioni isolate (zona Fosso Canna e Pizzo Antenna Piccola), che rappresentano il limite meridionale di distribuzione areale della specie in Europa.
Di particolare interesse è il lecceto di Monte Quacella, ove questa tipica quercia mediterranea s'incontra col faggio, tipico invece del centro Europa. Il fatto è insolito in quanto tra le due formazioni vegetali, lecceto e faggeto, generalmente s'interpone il querceto misto caducifoglio o un altro tipo di vegetazione, caratterizzata da agrifoglio, rovere ed olmo montano.
La sughera, come il leccio, è un albero tipicamente mediterraneo che sulle Madonie vegeta fra 40 e 1000 metri, talora frammista a lecci e roverelle; la roverella perlopiù vegeta in una fascia che va dai 400 ai 1200 metri di quota, spesso associata con altre specie. L'agrifoglio, albero che può raggiungere i quindici metri d'altezza (come ad esempio il nucleo eccezionale di Piano Pomo), è una specie sempreverde caratterizzante un tipo di bosco generalmente situato tra le formazioni a lecceto mediterraneo e i faggeti e spesso s'associa alla rovere ed olmo montano. La rovere può trovarsi, sebbene raramente, in formazioni pure come a Piano Farina e a Pomieri.
Nella fascia tra i 1000 e i 1500 metri di quota si rinviene un particolare tipo di vegetazione che secondo i botanici caratterizza la «fascia colchica» (dal nome della Colchide caucasica ove essa è ben rappresentata). Si tratta di una foresta in parte sempreverde di clima temperato umido in cui domina l'agrifoglio e la rovere, cui s'associano l'acero d'Ungheria, l'olmo montano, il biancospino di Sicilia, il melo selvatico, il pungitopo, la dafne laurella, ecc.; vi si rinvengono anche specie caducifoglie come il cerro, la roverella, il faggio e l'acero montano.
Infine il faggio vegeta al di sopra dei 1000 metri trovando il suo optimum a 1600-1700 metri di quota; sulle Madonie raggiunge l'estremo limite meridionale occidentale della specie, che è soprattutto diffusa in Europa centrale.

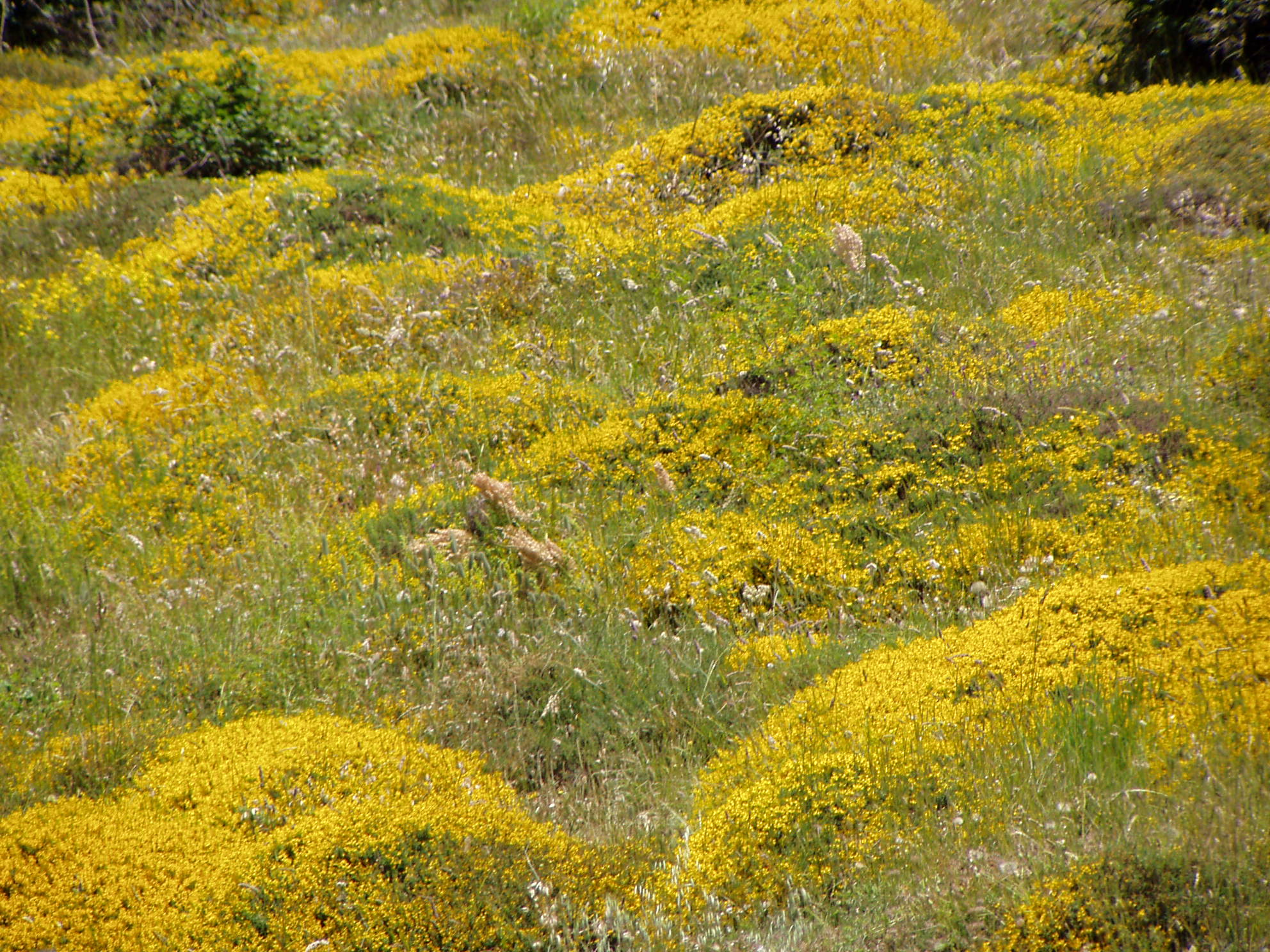
Ginestra

In primavera l'abbondanza dell'acqua dà luogo ad un imponente rigoglio vegetale. I colori dominanti sono il verde dei trifogli, delle vecce e del grano, il rosso dei sulleti, il giallo delle ginestre al margine dei corsi d'acqua. Nelle zone rupestri e più alte del Parco, la fioritura avviene solo tra fine maggio e giugno, con le orchidee, le peonie, le rose canine, i gigli selvatici. Al primo sole di primavera ecco la fioritura bianca dell'erica arborea, dei peri mandorlini o dei prugnoli selvatici. Ed ancora quella rosata degli asfodeli, specie infestante dal fascino selvaggio. In autunno entro la macchia e sotto le grandi querce del Parco fruttificano i corbezzoli, i sorbi e gli azzeruoli

### Le attività agricole
Esistono tre principali fasce di paesaggio agrario: quella collinare compresa fra Scillato, Lascari e Cefalù, con coltivazioni di agrumi, quella della vite e del frassino (Fraxinus oxycarpa) compresa fra Pollina e Castelbuono, ed infine la zona montana dov'è pure diffusa la coltura dell'olivo e dove si concentrano allevamenti di bestiame e discrete estensioni di prati a foraggio, ai limiti dei boschi di castagno (Castanea sativa), querce e faggio Collesano, Gratteri, Isnello e San Mauro Castelverde. 
In alcune zone sono presenti ancora seminativi a grano (Triticum monococcum). Retaggio del latifondo siciliano, questi coprono il versante meridionale del Parco nelle Petralie, a Gangi, Caltavuturo e Sclafani.
Sebbene il sistema agricolo tradizionale dell'altopiano madonita vive da tempo, al pari di tutte le agricolture di montagna, una profonda crisi strutturale ed economica, le produzioni d'olivo, vite, mandorlo (Prunus dulcis) e nocciolo (Coryllus avellana) parlano della vita dell'uomo e della sua sussistenza prima dell'avvento dell'era dei consumi di massa.
La coltivazione del nocciolo, in particolare, è esclusivamente sviluppata nel territorio di Polizzi Generosa, con circa 300 ettari di noccioleti, che sorgono spesso accanto a vecchi casolari di campagna nella mistica vallata attraversata dall'acqua fresca che in passato veniva utilizzata nei mulini di campagna per produrre la farina. Le nocciole di Polizzi, che si raccolgono tra la fine d'agosto e i primi di settembre, d'anno in anno, subiscono un sensibile calo produttivo.
In campagna e nei «marcati» di montagna (antichi siti della via pastorale), è il periodo della ricotta, di latte di pecora e di capra, lavorata a mano secondo antichi procedimenti.
Nel periodo estivo (fine luglio e agosto) avviene invece la raccolta della manna da frassino, scomparsa nel resto d'Europa e nel bacino del Mediterraneo ed ormai esclusiva delle campagne di Castelbuono e Pollina, dove si continuano a coltivare poche centinaia di ettari di frassineto. Da alcuni anni esiste un consorzio specifico per la salvaguardia del prodotto e per la sua commercializzazione e il prodotto è stato inserito nell'elenco dei presidi di slow food.
In autunno nei territori di Castelbuono, Collesano, Geraci Siculo, Gibilmanna (Cefalù), Isnello, Petralia Sottana e Polizzi Generosa con i loro ampi castagneti, si raccolgono ottime castagne, mentre alle prime piogge inizia la raccolta di funghi. In primavera si può invece raccogliere l'ambitissimo fungo basilisco (Pleurotus nebrodensis), tipico delle Madonie. Nelle basse Madonie si producono olio e vino, in gran parte per il consumo familiare. Un antico palmento o «palmintello», dove un tempo si faceva la pigiatura dell'uva con i piedi, è stato ristrutturato a Petralia Sottana.
Da novembre in poi è tempo della raccolta delle olive, da olio e da consumare sotto sale. La raccolta viene effettuata ancora manualmente, sotto piante secolari che vengono battute con le canne per far cadere i frutti entro le reti. Una pratica che, nelle regioni olivicole più avanzate, è stata ormai in gran parte sostituita dalle macchine.

## Fauna

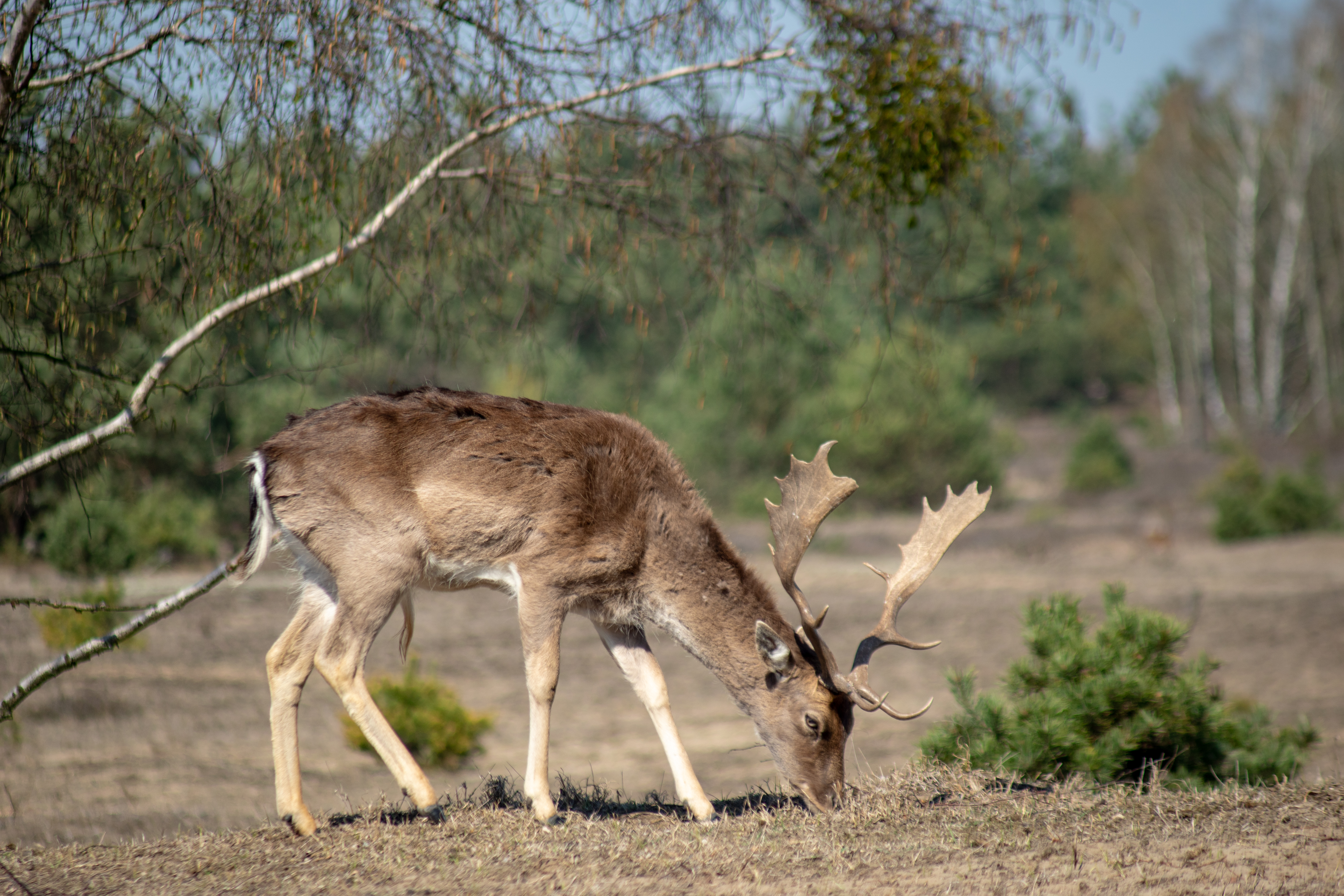
Un daino maschio

Negli anni Ottanta è stato reintrodotto il daino (Dama dama) dall'Azienda Foreste Demaniali. Anche i cinghiali sono stati reintrodotti, ma questi si sono incrociati con i maiali selvatici, dando origine al «suino ibrido» delle Madonie. Non trovando nemici naturali (il lupo siciliano è estinto da decenni) si sono moltiplicati notevolmente, provocando ingenti danni all'agricoltura locale.
La fauna minore è rappresentata da volpi (Vulpes vulpes), donnole (Mustela nivalis), istrici (o porcospini), lepri (Lepus europaeus), conigli selvatici, moscardini (Muscardinus avellanarius), gatti selvatici (Felis silvestris), martore (Martes martes), ghiri (Glis glis). 
Per gli uccelli si possono citare le specie legate alla macchia ed al bosco: capinere (Sylvia atricapilla), cinciallegre (Parus major), cinciarelle (Parus caeruleus), cince more (Parus ater), sterpazzoline, occhiocotti, picchi muratori (Sitta europaea), picchi rossi maggiori (Dendrocopos major), rampichini (Certhia familiaris), merli, fiorrancini e scriccioli e ancora il corvo imperiale.
Durante l'inverno è abbastanza diffusa nel sottobosco la beccaccia, che utilizza durante la notte le radure e i pascoli ai margini del bosco per la ricerca del cibo. Tra i rapaci si trovano l'aquila reale (Aquila chrysaetos), la cui apertura alare supera i due metri, o la più piccola aquila del Bonelli, falchi pellegrini, lanari, gheppi (Falco tinnunculus), lodolai e poiane (Buteo buteo) e ancora allocchi, civette (Athene noctua), assioli (Otus scops) e barbagianni (Tyto alba).
Negli ambienti rocciosi si possono osservare passeri solitari, sostituiti sopra i 1400 metri dai rari codirossoni, ed ancora zigoli muciatti, culbianchi, passere lagie, codirossi spazzacamini e gracchi corallini, in grave diminuzione in tutt'Europa, mentre nelle Madonie ne vive ancora una discreta popolazione, che utilizza per la riproduzione alcune manifestazioni carsiche, come inghiottitoi. Un'altra tipica abitatrice delle rocce madonite è la coturnice, in molte aree della Sicilia ormai rarefatta o scomparsa, ma in queste montagne ancora ben presente e diffusa.
Fra gli uccelli si sono estinte specie come il grande gipeto (la cui apertura alare sfiora i tre metri), che il Minà Palumbo trovò ancora nel XIX secolo nidificante nella rupe di Gonato, o l'avvoltoio grifone, i cui ultimi esemplari sono stati osservati appena una ventina d'anni fa.
La fauna dei fiumi si è molto rarefatta negli ultimi anni a causa di captazioni d'acqua ed interventi nell'alveo dei corsi d'acqua da parte dell'uomo. Mentre sono ancora diffuse la ballerina bianca e la ballerina gialla, non è certo se ancora esiste qualche residua popolazione di merlo acquaiolo (Cinclus cinclus), una specie particolarmente adattata alla vita acquatica.
Anche i rettili e gli anfibi sono ben rappresentati nelle Madonie: lucertole, gongili, luscengole, gechi, biacchi, bisce d'acqua, vipere, rane, discoglossi e rospi sono presenti e diffusi negli ambienti adatti.
La vipera, in particolare, è l'unico animale che popola le Madonie che rappresenta un reale pericolo per l'uomo in quanto il suo morso è velenoso e può portare alla morte se non si interviene entro alcune ore. Attacca solo per difesa chi si addentra nel suo habitat, ovvero nei boschi; i morsi agli uomini, pertanto, seppur non rari, sono statisticamente poco frequenti e generalmente curati in tempo.
Gli invertebrati comprendono alcune specie endemiche, come il parnassio Apollo di Sicilia, un'elegante farfalla esclusiva delle zone più alte, la platicleide del Conci, una specie di cavalletta, e, tra i coleotteri, il Rizotrogo di Romano e la schurmannia di Sicilia. A quote alte sono ancora presenti la cavalletta stenobotro lineato, l'afodio di Zenker, boreale e siculo, la cui risorsa alimentare consiste nello sterco degli erbivori, ed il carabo planato.

## Strutture ricettive
Le zone di maggior interesse sono il Vallone Madonna degli Angeli, il Piano Pomo (a circa 1400 m s.l.m., tra Petralia Sottana e Castelbuono), il Piano Battaglia (a circa 1600 m s.l.m. tra Polizzi Generosa, Petralia Sottana e Isnello), il santuario della Madonna dell'Alto (del XIV secolo, centro di pellegrinaggi a quota 1819 m s.l.m.), le Gole del Tiberio (lungo il fiume Pollina).
Esistono diverse possibilità di fruizione e di visita: passeggiate sui sentieri principali attrezzati, punti di osservazione per il birdwatching, escursioni a cavallo o in mountain bike, visita di grotte e cavità naturali e di siti geologici con presenza di fossili, escursioni lungo i corsi d'acqua e itinerari su sci da fondo o da alpinismo durante i periodi di maggiore innevamento. Gli itinerari ad alta quota (zone comprese tra Piano Cervi, Piano della Principessa, Monte Ferro, Pizzo Carbonara, Monte Mufara, Fosso Canna) presentano maggiori difficoltà e richiedono il supporto di guide locali, mentre quelli a media e bassa quota seguono le «trazzere» dell'epoca borbonica, utilizzate per la transumanza, o i sentieri esistenti tra borgate, casolari, mulini e chiese di campagna.
È possibile visitare il parco attraverso escursioni a cavallo, con sosta in antichi casolari e masserie di campagna, di una o più giornate nei weekend. Sono aziende o fattorie quasi sempre d'interesse paesaggistico ed architettonico, che inglobano antichi manufatti, bagli, chiesette di campagna, magazzini per il grano, stalle, frantoi o palmenti, ristrutturati per la ristorazione.
È anche possibile in alcuni casi pernottare in appartamenti di nuova costruzione, senza grandi lussi ma con ogni comfort, come ad esempio alla fattoria Pianetti di Gibilmanna, al Vallegrande Ranch della Ferla (Cefalù) o alla Sorgente di Iside a Polizzi, all'azienda Ogliastro a San Mauro Castelverde, oppure ancora presso «Case Eleutheria» a Petralia Soprana.
Spesso il centro d'equiturismo è attrezzato per offrire ai visitatori una buona ristorazione a base di prodotti locali, fornendo altresì l'organizzazione logistica per le escursioni più lunghe. È il caso del borgo baronale di Gangivecchio, ai margini del Parco, uno dei casolari settecenteschi più interessanti di tutto il comprensorio madonita.

### Itinerari equituristici
Per andare a cavallo fra boschi e sentieri natura non occorre una particolare abilità. Si seguono i tracciati della transumanza e cioè le spaziose trazzere regie.
Itinerario classico, da percorrere interamente a cavallo in circa otto ore, è quello che, partendo dalle pendici della contrada Ferla a pochi minuti da Cefalù, porta attraverso uliveti secolari, vigneti e frassini da manna, alla masseria di Sant'Anastasia salendo poi sino a Castelbuono, alle pendici della rocca del castello dei Ventimiglia. Della stessa durata e di media difficoltà è l'escursione che, partendo dalla spiaggia di torre Conca a Pollina, conduce sino alle grandi querce del bosco di Gibilmanna attraversando l'abitato di Sant'Ambrogio (Cefalù) e lambendo il bosco in contrada Guarneri, zona di protezione A del Parco, un querceto che si protende sul mare. Seguendo le vecchie mulattiere si giunge sotto la rocca San Nicola, ai piedi di Pizzo Sant'Angelo.
Sempre su sentieri antichi, una traversata più lunga ed impegnativa, che è consigliabile effettuare in due giorni, è quella che da contrada Pozzetti (150 metri s.l.m.), nel comune di Collesano e a pochi chilometri dal mare, porta a Piano Battaglia (1600 metri s.l.m.) attraversando zone di grandissimo valore architettonico, paesaggistico e botanico. Infatti, dopo un breve tratto i macchia mediterranea ed uliveti, ci s'inoltra in un fitto bosco di querce da sughero (Quercus suber L.) e roverella (Quercus pubescens Willd.) reso impenetrabile da un'estesa macchia di erica (Erica arborea L.), dalla fioritura bianca.
Percorrendo un sentiero selciato e gradinato si raggiunge quindi l'abbazia medievale di San Giorgio in territorio di Gratteri, di cui resta intatto il portale chiaramontano. Da qui, lungo le pendici di Pizzo Dipilo, fra il verde delle querce e degli ornielli (Fraxinus ornus L.) e del rosso dei corbezzoli (Arbutus unedo L.), superando le chiuse poste dai pastori, si scollina sul versante d'Isnello-Collesano raggiungendo il bivio Munciarrati segnato dalla presenza dell'ampio casale del principe Licata di Baucina, già dimora dei conti d'Isnello.
Quindi si prosegue per Piano Zucchi passando dalla contrada Volpignano da dov'è possibile, dopo aver attraversato un ombroso bosco di querce, scorgere nella vallata ai piedi del Monte Cuculo la masseria di Volpignano. Così, dopo aver percorso il fitto bosco di lecci (Quercus ilex L.) con rose peonie (Paeonia mascula – L. – Mill.) e biancospini (Crataegus laciniata Ucria) del Vallone Madonie, si raggiunge Piano Zucchi, dov'è possibile sostare per un breve pranzo.
Nel primo pomeriggio si riparte alla volta di Piano Battaglia attraversando la riserva della forestale e il laghetto di contrada Mandria del Conte, per inoltrarsi infine nel suggestivo bosco di faggi (Fagus sylvatica L.). In serata, giunti a Piano Battaglia, si può pernottare e ripartire l'indomani.

### Musei e biblioteche
- Museo naturalistico Francesco Minà Palumbo a Castelbuono
- Museo Mandralisca a Cefalù
- Museo e Biblioteca del Santuario a Gibilmanna (Cefalù)
- Centro di Educazione Ambientale Serra Guarneri (Cefalù)
- Museo di Storia Naturale a Geraci Siculo
- Centro etnografico e culturale «U Palmintieddu» e Museo Etnoantropologico delle Arti e dei Mestieri a Petralia Sottana
- Museo Civico «A.Collisani» di Petralia Sottana
- M.A.M., Museo Ambientalista Madonita a Polizzi Generosa
- Museo della Manna a Pollina

## Folklore
Riti che affondano le loro radici nel mondo pagano sono la festa di Cerere a Gangi, il cui simbolico addobbo sono le grossi messe dorate; il più noto ballo della cordella a Petralia Sottana, colorato cerimoniale di giovani coppie che ballano per propiziarsi la fertilità dei campi. Anche la festa di Sant'Anna, patrona di Castelbuono, cade in coincidenza con la raccolta del grano.
Intense e commoventi sono le processioni del venerdì Santo, la Cerca di Cristo e la Casazza di Collesano. Quest'ultimo, con veri e propri quadri spagnoli di sacra rappresentazione, a cadenza quinquennale. Sempre ai cicli delle feste di primavera appartengono le processioni per il Corpus Domini e per il Crocifisso che si svolgono a maggio a Polizzi e Geraci. Qui, da secoli, piccole forme d'animali di caciocavallo vengono portate in processione e l'abbondanza d'addobbi floreali e di colori fa pensare ad un'interpretazione del momento rituale certamente in chiave propiziatoria.
Ma una delle più intense tradizioni madonite è la Sulità di Gratteri.
Questa tradizionale processione che si svolge annualmente la sera del venerdì Santo, a due ore di notte, merita d'essere descritta sia per la sua peculiarità religiosa, sia per il suo alto interesse folcloristico.
Per quanto concerne il perché di questa denominazione, nel 1612, gli Spagnoli, allora dominanti la Sicilia, introdussero l'usanza di fare, la sera del venerdì Santo, la processione come si svolgeva a Siviglia e che loro chiamavano appunto “Soledad” dal tipico procedere dei confrati salmodianti, in fila indiana, anziché penitenziale e con in mano un flambeau o una lanterna. Da Soledad a “Sulità” il passo è breve.
La banda musicale del paese in via Ruggieri
Ma oltre a ciò vi sono altri particolari: la processione, al contrario delle altre uscenti dalla Chiesa Madre, esce dalla Matrice Vecchia, ossia dall'antica sede. E perciò in questa chiesa si concentrano tutte e quattro le Confraternite, ognuna delle quali porta in processione il suo “mistero”, ossia l'immagine decorativa, inerente alla Passione. La prima a muoversi è la Confraternita del Carmelo con il camice bordò e cordiglio bianco, recando l'immagine del Cristo crocifisso. A San Sebastiano, questa s'accorda a quella di San Giacomo con camice e cordiglio bianco e fascia cremisi avente per “mistero” l'Ecce Homo seguita dal popolo che salmodia inni e canti della Passione di Cristo, mentre i poderosi tamburi suonano a morto. Entrambe si portano alla Matrice Vecchia, dove attendono le altre due Confraternite, quivi, dopo aver fatto il giro della chiesa, ha inizio ufficialmente la citata “Sulità”.
Le due confraternite succitate sfilano per prime nel medesimo ordine in cui erano venute: a queste s'accorda quella del Santissimo Sacramento, con camice bianco, la quale reca, portata a spalla dai confrati vestiti nel caratteristico costume medievale, un'artistica urna col Cristo morto.
Dietro l'urna si collocano il clero, il sindaco con il consiglio comunale e la banda; subito dopo segue la Confraternita del Rosario, pure in camice bianco, recando l'immagine della Madonna Addolorata, totalmente rivestita di panni neri.
Seguita da una fiumana di popolo, la processione, dopo aver attraversato le vie principali del paese, nel silenzio più assoluto, interrotto solamente dal cupo rullio dei tamburi, si porta alla Chiesa Madre e, dopo che i “misteri” sono stati collocati nel posto prestabilito, ha luogo la predica d'occasione, chiamata appunto “a predica du venniri' e santu”.
Alla fine di questa, avviene la benedizione solenne con la reliquia del Sacro Legno della Croce, mentre s'ode il rumore dei crepitacoli (“truocchili”).
Di qui le Confraternite, con i loro “misteri”, si dipartono ognuna alla volta della propria sede, percorrendo ancora tutte insieme quel tratto di Corso Umberto fino alla chiesa di San Sebastiano, dove le prime due s'inginocchiano per salutare il Cristo morto e l'Addolorata.
A tale processione partecipano quasi tutti gli abitanti del luogo, e un notevole afflusso si registra anche di forestieri che vengono annualmente ad assistere questa commovente cerimonia, che si allinea a molte altre dello stesso tipo come i “Misteri” di Trapani e le “Vare” di Caltanissetta.

## Storia culturale
La definizione di un concetto di Madonie ha radici storiche assai antiche. Il territorio fu attraversato da importanti vie di comunicazione già in periodo preistorico e contemporaneamente divenne sede dei primi stanziamenti che sfruttavano il rifugio e la possibilità offerte dalle montagne e dai boschi.
In epoche successive troviamo i grandi edifici dei conventi e i centri urbani con alcune straordinarie costruzioni militari e ecclesiastiche. La cultura locale dimostra la capacità di trattare elementi poveri sia nella cultura materiale che in quella figurativa: se i marmi e gli scultori venivano da Palermo, (come i Gagini), il legno era lavorato qui da frati e da una scuola che ebbe in frate Umile da Petralia la sua più alta espressione.
I due versanti delle Madonie – l'occidentale aperto sul bacino dell'Imera e l'orientale legato alle Caronie attraverso il sistema fluviale del Pollina – sono stati parte di due differenti sistemi feudali. La massiccia presenza del bosco, rifugio sicuro e vitale, e ancora fonte inesauribile di sussistenza economica, ha tuttavia aggregato centri urbani che su questa presenza, sulle vie necessarie d'attraversamento fra il monte, il piano ed il mare hanno fondato la ragione della loro esistenza; ha determinato nel tempo il sorgere di collegamenti e interrelazioni, d'integrazioni.
Alcune importanti famiglie madonite (i Mandralisca, i Minà, i Palumbo e i Turrisi Colonna) hanno costituito le punte emergenti di una cultura umanistica e scientifica attenta ai valori della regione.
I rapporti storici fra i vari centri, hanno visto crearsi la differenza fra le due Petralie (Soprana e Sottana), la concorrenza fra Geraci e Castelbuono, l'isolamento di Gangi nel versante sud-est e l'esclusione degli abitati di Alimena e di Resuttano; lo stesso può dirsi del rapporto fra Gratteri, Collesano e Isnello che si contendono una priorità economica pur essendo fra di loro fortemente integrati per riferimento al mondo pastorale e al mondo dei grandi conventi. Lo sviluppo recente di Cefalù ha teso infine ad estraniare la città dai precedenti rapporti di scambio con l'entroterra.